# Boršičanka
Boršičanka Antonína Koníčka ist eine tschechische Blaskapelle. Sie wird geleitet von Antonín Koníček.

## Geschichte
Boršičanka Antonína Koníčka wurde im Oktober 2000 von Kapellmeister Antonín Koníček gegründet. Koníček ist nicht nur Trompeter und Komponist, sondern auch Besitzer des Musikverlages AKon. Das Ensemble besteht aus 14 Musikanten und Gesang-Solisten, die zu großen Teilen Absolventen von Konservatorien oder Musikhochschulen sind. Im Jahr 2002 wurde die Kapelle 1. Europäischer Vizemeister der Böhmisch-Mährischen Blasmusik in der Profistufe.

## Diskographie
- Auf geht’s (Blaskapelle Boršičanka  und Blaskapelle Klarus)
- Pavel Skopal: Trumpetový select (AKon)
- Vánoční koledy (‚Weihnachtslieder‘; AKon)
- Pro radost – Für gute Laune (AKon)
- Když tá Boršičanka hrá (‚Wenn Boršičanka spielen‘; AKon)
- Jen tak… – Nur so… (AKon)
- Boršičanka Antonína Koníčka 1. (AKon)